# Țăranii de platină
Țăranii de platină este un roman scris de Eugen Mihăescu în anul 1984, având ca temă lumea țărănească pe fondul epuizării ei istorice și al dezintegrării sociale.

## Prezentare
După o carte de proză scurtă (Noaptea după ploaie) și una de reportaje (Între solstiții și echinocții), Eugen Mihăescu ne oferă primul său roman, „Țăranii de platină” al cărui titlu trimite spre artificialitatea țărănului care se îndepărtează de sat pentru a răspunde tentației vieții de la oraș. Se simte în această carte experiența reporterului care a dobândit de-a lungul anilor o bună cunoaștere a oamenilor, a preocupărilor acestora, văzute în contextul noilor relații determinate de accelerarea dezvoltării industriale. Firul epic al romanului este simplu: o echipă de zilieri colindă orașele în căutare de lucru, lăsându-și nevestele acasă să desfășoare, cum pot, munca agricolă. Autorul posedă tehinica unei bune scrieri, așa încât, dacă în prima parte a romanului, folosindu-se de experiența povestirilor publicate anterior, conturează un personaj colectiv, caracterizat de un limbaj sugubăț, în cea de-a doua, când se apleacă mai mult asupra gândurilor pe care le au eroii săi, observându-le reacțiile și trăirile în diferite situații, reușește să scoată la iveală pagini solide, capabile să susțină o arhitectură interesantă, durabilă.
Scriitorul a decupat o bucată de lume și ne-o arată pe toate fețele, o pune să-și facă singură cronica din față, din culise, din profil. Excelent mester al dialogului, nu-n stil faulknerian, ci-n sănatoasa spiță a lui Ion Creangă, scriitorul face o carte din dialoguri. Țăranii lui se nasc vorbind și mor vorbind ca-n somn, mor cu vorbele pe buze. Problemele lor de existență sunt mai mult de nedumerire în fața apelor timpului. Drumul navetei lor nu-i tocmai asfaltat. E o mergere prin hârtoape. Ei pleacă din sat și știu că au plecat, dimineața, din sat. Dar când se intorc nu mai sunt tot atât de siguri că s-au întors. Nu mai găsesc satul și nu se mai găsesc pe ei înșiși. Este simptomatică aspirația unuia din tineri. Iubind această lume, el vrea să fugă din ea. Vrea să se orășenizeze, vrea o meserie și alege drumul șantierului. Lumea veche, arhaică, nu-l mai multumește. Motivația nu ne-o dă scriitorul. Ea este numai în subtext.
Capitolul ultim este o metaforă de o frumusețe unică. La două evenimente extreme, o naștere și o moarte, navetiștii, grupul de la fermă, pleacă în crucea nopții, cu o masina de ocazie (frigorifică) spre sat. Șoferul, glumeț mai întâi, apoi topit de oboseală, uită butonul frigorific deschis, iar țăranii noștri se congelează treptat, treptat. Mor? N-am zice. Parcă i-ar trece, scriitorul, prin această alchimie ciudată, într-o lume a viitorului, nemailăsându-i să piardă nimic. Treptat, treptat, sfătoșenia lor se stinge, gerul îi astupă și ei, în fantomatica lor ambarcațiune, călătoresc spre sat. Spre satul lor, spre un sat al viitorului? Scriitorul nu ne-o spune. Ne lasă singuri pe muchia unei întrebări s-o dezlegăm.